# Даниил Ачинский
Праведный Даниил Ачинский (Сибирский) в миру Данила Корнилович Делие; 12 (23) декабря 1784, местечко Новые Санжары, Полтавская губерния — 15 (28) апреля 1843, Енисейск) — православный подвижник местночтимый святой Русской православной Церкви.Канонизирован в 1999 году в лике праведных. 

## Биография
12 декабря 1784 года, на следующий день после церковного поминовения преподобного Даниила Столпника, в местечке Новые Санжары Кобелякского уезда Полтавской губернии родился в семье казаков по фамилии Делие мальчик. При крещении нарекли его Даниилом. Рос мальчик смирным и непамятозлобным. Отец его Корнилий Делие за 20 лет до своей кончины лишился рассудка, но умер христианской смертью на Святой неделе. О матери известно, что слыла Агафья Делие хорошей хозяйкой и честной женщиной.
В пятнадцатилетнем возрасте заболел Даниил горячкой, и домашние начали уже опасаться, что ждёт его участь отца, но через два месяца он совершенно поправился. Выучившись играть на басе, стал с товарищами промышлять музыкой, но по требованию деда оставил это занятие и, заменив больного отца, принялся за хозяйство. Однако в 1807 году его забрали в солдаты. Определили Даниила Делие в артиллерию, там, в батарейной школе, он выучился грамоте.
В Отечественную войну 1812 года участвовал Даниил в боевых сражениях против многочисленной армии Наполеона. Прошёл его ратный путь и через Бородинское поле. Бог хранил его: из восьми человек, обслуживающих артиллерийское орудие, в живых остались только двое — Даниил и ещё один солдат. Вместе с русскими войсками, обращая в бегство противника, дошёл артиллерист Делие до Парижа. А по возвращении расквартирована была его батарея в городе Лебедяне. Оттуда в 1820 году он приезжал в отпуск к родным в Новые Санжары.
Дослужился Даниил Делие к тому времени до звания унтер-офицера и исполнял обязанности каптенармуса. Но на побывке жизнь повёл строгую: много молился и домашним говорил о необходимости ежедневной молитвы, читал духовные книги, рассказывал родным их содержание. Возвращаясь в батарею, отдал он брату Ивану 25 рублей со словами, что остальные деньги передал на украшение икон. Отдал он родственникам и свою часть земельного надела. Расставаясь с родными, Даниил поклонился им и сказал: «Прощайте. Более не ожидайте моего прихода…»
Ревностное служение царю и Отечеству всё больше стало уступать стремлению послужить Богу. Этому способствовало чтение Священного Писания, житий святых, которые производили на Даниила неотразимое впечатление. Много глубоких дум передумал он и дошёл до намерения подражать праведникам: удалиться от суеты и непостоянства мира в уединение для молитв и подвижничества. После семнадцати лет безупречной военной службы стал Даниил просить своих начальников о том, чтобы отпустили его в монастырь, либо в пустынь, но понимания не нашёл. Командиры пытались его вразумлять, сажали даже в карцер, но он только ещё более укреплялся в своём решении. В конце концов по делу Даниила Делие состоялся военный суд. Судили его за «намерение удалиться вовсе от службы для пустынножительства», лишили за это воинского звания и назначили ссылку.
В Сибирь Даниил пришёл вместе с преступниками в кандалах. По прибытии назначили его на пожизненную работу в Боготольский винокуренный завод, что находился тогда в Томской губернии (ныне г. Боготол относится к Красноярскому краю). Местный пристав возненавидел смиренного каторжанина и стал возлагать на него самые тяжкие работы. Но Даниил крепился в Боге и не ослабевал. Протрудившись весь день, ночью он стоял на молитве. Пристав же издевался над ним всё более. Однажды зимой, дойдя до исступления, он приказал раздеть Даниила, посадить его на крышу и там поливать водой. При этом он кричал снизу, насмехаясь: «Спасайся! Ты же святой!».
Но заболел после этого случая не Даниил, а его мучитель. Да так сильно, что вразумился он и понял, как тяжко согрешал перед Богом. Искренне раскаявшись в своих неблаговидных делах, стал он просить Даниила помолиться о нём Господу. Многое может молитва праведного, вскоре пристав совершенно выздоровел, а затем подал рапорт губернатору об освобождении Делие от каторги как неспособного к тяжёлым работам.
Получив свободу, водворился Даниил в Ачинске в маленькой келье одного боголюбивого купца. Жестокое житие избрал себе тут отшельник: постоянный труд, аскетизм и непрестанную молитву. Вскоре переехал он в деревню Зерцалы, в семнадцати верстах от Ачинска. Там келья его была размером с гроб, окно в келье размером в медный гривенник. По целым неделям пребывал он в этом заключении безвылазно. Иногда в сенях занимался рукоделием. Но денег за труды не брал, принимал только хлеб для пропитания. По ночам тайно выходил, чтобы поработать у бедняков, возделывал им землю, жал, косил, работал на огородах.
Для смирения плоти носил он берестяной пояс, впоследствии вросший в его тело (с ним он и был погребён). Носил также железные вериги и обруч, но незадолго до смерти снял их и так пояснил это: «Тело моё привыкло и не чувствует от них болезни, но тогда только подвиг бывает полезен, когда носит обуздание телу. Пусть лучше говорят обо мне люди: „Даниил нынче разленился“. Это будет для меня лучше, чем их похвала».
Стали ходить люди к Даниилу за благословением, за советом, а иные лишь для того, чтобы взглянуть на него. Один вид подвижника действовал на душу неотразимо. Бывало, закоснелые грешники рыдали и открывали свои грехи, ощущая воздействие благодати Божией, явно в старце пребывающей. Говорить старался притчами и чтоб понятно это было лишь тому, к кому эти слова обращены. Местные владыки и архиепископ Иркутский Михаил заезжали в Зерцалы. И, бывало, плакали во время беседы с Даниилом.
Называть себя отцом старец запрещал, говоря, что один только у нас отец — Господь Бог, а все мы братья, и потому велел звать себя — «брат Даниил». Даровал Господь ему за труды дар прозорливости. Бывало так, что, когда кто-то из Ачинска собирался к нему в Зерцалы, он, прозревая это намерение, сам приходил к тем людям, у кого была большая нужда в нём. Любовь, наполнявшая его сердце, изливалась в слезах, без которых он не мог говорить. «Милость может оказать и неимущий, — говаривал старец, когда его спрашивали о милостыне. — Помоги бедному, поработай у него, утешь его словом, помолись о нём Богу, вот и через сие можно оказать любовь ближнему».
Ко святому причастию приступал Даниил очень часто. От поста тело его сделалось как бы восковое, но несмотря на тяжесть своих подвигов ликом он был приятен и даже весел, часто небольшой румянец покрывал его щёки. От постоянного стояния на коленях образовались у него струпья и там завелись черви. Но старец благодушно переносил эти муки.
Однажды некий человек ради любопытства подполз к оконцу его кельи, как вдруг оттуда вырвалось пламя и едва не опалило любопытного. Вышедший на его крик Даниил сказал: «Бог простит тебя, но впредь не испытывай». Предавшись Богу, чувствовал он над собой Его десницу повсюду и знал волю Его. По воле Божией в январе 1843 года Даниил уехал из Зерцал в Енисейск, где игуменьей женского Христорождественского монастыря (ныне — Иверский) была его духовная дочь — матушка Евгения (Старикова). По совету его оставила она мир, а прежде жила в Ачинске, предлагала тогда устроить в саду подле её дома для Даниила келейку, но тот отказался: «Вот будешь жить на твёрдой земле, я к тебе приду. Ты меня и похоронишь». Так по его словам и вышло.
15 апреля (по старому стилю) 1843 года старец Даниил в последний раз исповедался, на ранней обедне причастился и днём по прочтении отходной тихо скончался, стоя на коленях. Произошло это на Пасху — в четверг Светлой седмицы в четвёртом часу дня на пятьдесят девятом году его многотрудной жизни. По смерти живая радостная улыбка запечатлелась на лице праведного старца.
Весь город Енисейск был на его отпевании. Хотя многие и не успели узнать Даниила при жизни, но молва о праведности его и особых дарах Божиих опережала старца повсюду. Во время отпевания особый свет наполнил храм, и многие почувствовали неземное благоухание. А слепая предместница игуменьи Евгении увидела яркий свет, подобный блеску молнии.
Погребли старца близ Христорождественского храма, где усердием его почитателей была построена часовня.
Первое, вероятно, жизнеописание старца Даниила составил схиигумен Парфений (Агеев) — «Сказание о жизни и подвигах в Бозе почившего старца Даниила, подвизавшегося в Сибирской стране, в Енисейской губернии, в пределах города Ачинска, и скончавшегося в Енисейском Христорождественском женском монастыре 15 числа апреля 1843 г. при игумении Евмении», изданное в 1855 году.

## Посмертное почитание
Паломники продолжали приезжать в Енисейск на могилу старца, чая получить помощь и утешение.
1 мая 1920 года по приказу властей мощи праведного старца были выкопаны и выставлены на всеобщее обозрение горожан, а часовня снесена. С тех пор местопребывание Данииловых мощей не известно.
В 1999 году старец Даниил был прославлен в Красноярско-Енисейской епархии как местночтимый святой. В 2000 году в Красноярске воздвигнута церковь во имя святого Даниила Ачинского. В Ачинске в 2009 году в целом завершено строительство часовни святого Даниила. В селе Белый Яр Ачинского района в 2008 году начались церковные службы в домовой церкви святого Даниила Ачинского.
Цитата из тропаря: «Ангельски на земли поживших и со ангельскими чинми на Небеси ныне светло ликующих святых, в земли Сибирстей просиявших, песньми почтим: радуйся, праведный Данииле, манием Божиим в Сибирь пришедый и святостью жития твоего ю просветивый. Ты моли о нас Превечного Бога.»
Память праведному Даниилу совершается 28 апреля (15 апреля ст. стиля) и 23 июня (10 июня ст. стиля) (Собор Сибирских святых).